# Vlastimil Bařinka
Vlastimil Bařinka (* 25. května 1958 Uherské Hradiště) je český politik, v letech 1996 až 1998 poslanec Poslanecké sněmovny PČR za ODS a později za Unii svobody, od roku 2024 zastupitel Kraje Vysočina za hnutí ANO a v letech 2006 až 2022 starosta města Moravské Budějovice za hnutí STAN.

## Biografie
Vystudoval strojní fakultu Vysokého učení technického v Brně. Je ženatý, má dvě děti.
Ve volbách v roce 1996 byl zvolen do poslanecké sněmovny za ODS (volební obvod Jihomoravský kraj). Zasedal ve výboru pro veřejnou správu, regionální rozvoj a životní prostředí. Do ledna 1998 byl členem poslaneckého klubu ODS, pak přešel do nově vzniklé Unie svobody. V listopadu 1997 se v médiích objevily informace, že Bařinka zvažuje přestup do formace Sdružení pro republiku - Republikánská strana Československa. Motivem mělo omezit vliv nezávislého poslance Jozefa Wagnera a vyjádřit sympatie k republikánskému poslanci Petru Vrzáňovi. Vedení klubu ODS označilo věc za žert, pronesený za neformálních okolností.
Angažuje se v komunální politice. V komunálních volbách roku 2006 a komunálních volbách roku 2010 byl zvolen do zastupitelstva města Moravské Budějovice jako bezpartijní. Profesně se k roku 2006 uvádí jako manažer, k roku 2010 jako starosta města. Starostou se stal roku 2006, kdy kandidoval za Sdružení občanů Moravských Budějovic.
Provozuje sportovní areál Sportland v obci Litohoř. V roce 2011 se uvádí jako předseda hnutí Starostové a nezávislí v kraji Vysočina. V senátních volbách roku 2012 kandidoval za senátní obvod č. 53 - Třebíč jako bezpartijní kandidát za hnutí Starostové a nezávislí. Získal 13 % hlasů a nepostoupil do 2. kola.
V krajských volbách v roce 2024 byl zvolen z pozice nestraníka za hnutí ANO zastupitelem Kraje Vysočina.